# Leschelle
Leschelle, dénommée jusqu'au 3 octobre 2008 Leschelles, est une commune française située dans le département de l'Aisne, en région Hauts-de-France.

## Géographie

### Localisation
- 1Carte dynamique
- 2Carte OpenStreetMap
- 3Carte topographique
- 4Carte avec les communes environnantes

### Hydrographie
La commune est située dans le bassin Seine-Normandie. Elle est drainée par l'Iron, le canal de la commune de Leschelles, le cours d'eau 01 de Rue des Faucharts, le fossé 01 de la commune de Leschelles, le fossé 03 de la commune de Leschelles, le fossé 04 de la commune de Leschelles, le fossé de Vert Buisson, le Mathurin et le ruisseau d'Utreppe,,.
L'Iron, d'une longueur de 25 km, prend sa source dans la commune de La Flamengrie et se jette  dans le Noirrieu à Hannapes, après avoir traversé dix communes. Les caractéristiques hydrologiques de l'Iron sont données par la station hydrologique située sur la commune d'Iron. Le débit moyen mensuel est de 0,507 m3/s. Le débit moyen journalier maximum est de 13,2 m3/s, atteint lors de la crue du 9 janvier 2022. Le débit instantané maximal est quant à lui de 23,7 m3/s, atteint le même jour.

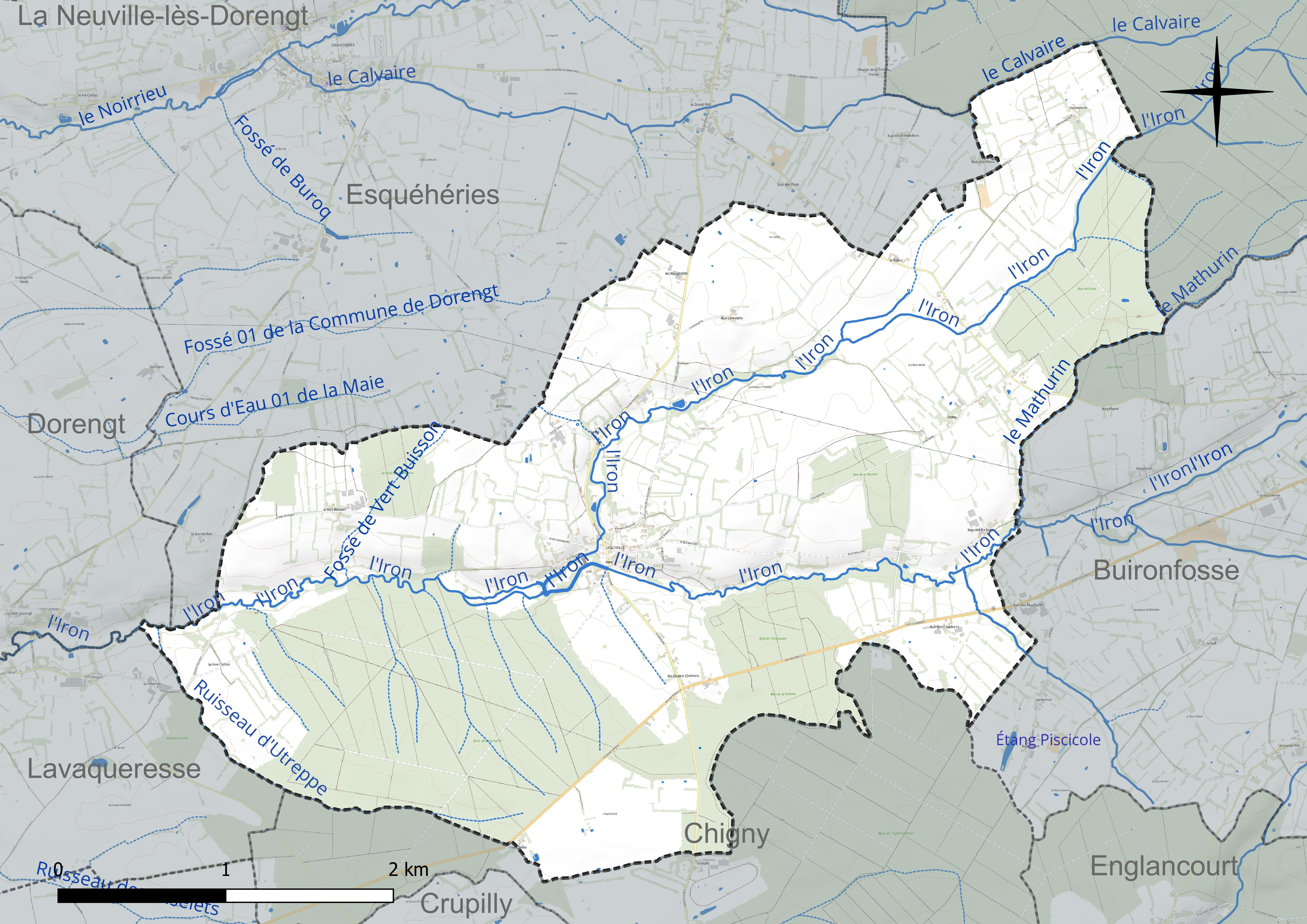
Réseau hydrographique de Leschelle.

### Climat
Pour des articles plus généraux, voir Climat des Hauts-de-France et Climat de l'Aisne.
En 2010, le climat de la commune est de type climat des marges montargnardes, selon une étude du CNRS s'appuyant sur une série de données couvrant la période 1971-2000. En 2020, Météo-France publie une typologie des climats de la France métropolitaine dans laquelle la commune est exposée à un climat océanique altéré et est dans la région climatique Nord-est du bassin Parisien, caractérisée par un ensoleillement médiocre, une pluviométrie moyenne régulièrement répartie au cours de l'année et un hiver froid (3 °C).
Pour la période 1971-2000, la température annuelle moyenne est de 9,8 °C, avec une amplitude thermique annuelle de 15 °C. Le cumul annuel moyen de précipitations est de 852 mm, avec 12,8 jours de précipitations en janvier et 9,8 jours en juillet. Pour la période 1991-2020, la température moyenne annuelle observée sur la station météorologique la plus proche, située sur la commune de Fontaine-lès-Vervins à 15 km à vol d'oiseau, est de 10,5 °C et le cumul annuel moyen de précipitations est de 826,3 mm,. Pour l'avenir, les paramètres climatiques de la commune estimés pour 2050 selon différents scénarios d'émission de gaz à effet de serre sont consultables sur un site dédié publié par Météo-France en novembre 2022.

## Urbanisme

### Typologie
Au 1er janvier 2024, Leschelle est catégorisée commune rurale à habitat très dispersé, selon la nouvelle grille communale de densité à 7 niveaux définie par l'Insee en 2022.
Elle est située hors unité urbaine. Par ailleurs la commune fait partie de l'aire d'attraction du Nouvion-en-Thiérache, dont elle est une commune de la couronne,. Cette aire, qui regroupe 12 communes, est catégorisée dans les aires de moins de 50 000 habitants,.

### Occupation des sols
L'occupation des sols de la commune, telle qu'elle ressort de la base de données européenne d'occupation biophysique des sols Corine Land Cover (CLC), est marquée par l'importance des territoires agricoles (66,6 % en 2018), une proportion identique à celle de 1990 (66,6 %). La répartition détaillée en 2018 est la suivante : 
prairies (55,9 %), forêts (31 %), terres arables (8,6 %), zones urbanisées (2,4 %), zones agricoles hétérogènes (2 %).
L'évolution de l'occupation des sols de la commune et de ses infrastructures peut être observée sur les différentes représentations cartographiques du territoire : la carte de Cassini (XVIIIe siècle), la carte d'état-major (1820-1866) et les cartes ou photos aériennes de l'IGN pour la période actuelle (1950 à aujourd'hui).

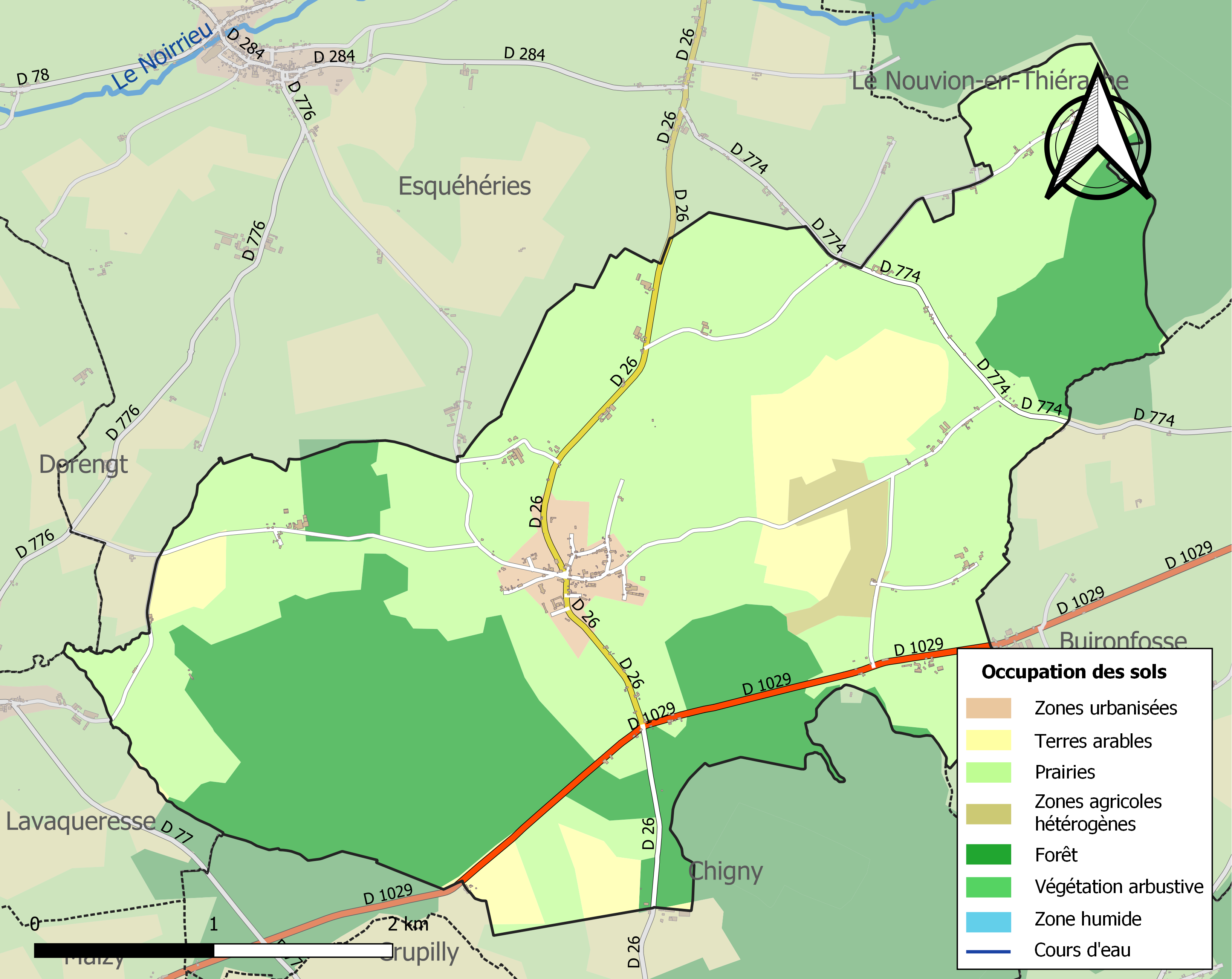
Carte de l'occupation des sols de la commune en 2018 (CLC).

## Toponymie
- Anciens noms : En 1244, le village apparaît pour la première fois sous l'appellation de Cella dans un cartulaire de l'Abbaye de Foigny. L'orthographe variera ensuite de nombreuses fois en fonction des différents transcripteurs : La Celle (1248), Le Cele (1261), Le Celle (XIIIè siècle - Cart. de l'abb. de Thenailles, f. 63), Chele, La Chiele (1344 - Arch. de l'Emp., Tr. des Chartes, reg. 127, pièce 154), Lecel-et-Leval (1568 - archives municipales de la ville de Laon), Leschielle (1572- Tit. de l'abb. de Saint-rémy, Arch. de la Marne), Leschelle (1579 - Arch. de la ville de Guise), La Selle (1603 - Terrier de Catillon-du-Temple), L'Eschelle (1661 - Chambre du clergé du Dioc. de Laon), l'Échelle  sur la Carte de Cassini vers 1750 et enfin l'orthographe actuelle Leschelle au XIXè siècle[24].
- Trouver l'origine d'un nom n'est pas souvent facile au vu de l'influence successive des différentes langues. Ici, le nom de la localité viendrait de la présente d'un oratoire ("cella" : "chapelle" en latin). A noter qu'en latin "cella" signifie également magasin, grenier.

## Histoire
|  |

Au VIIè siècle, lieu de retraite de l'ermite Wasnon. Selon la tradition, c'est autour du lieu où il bâtit un petit oratoire, en latin "cella" (la chapelle ), que s'est aggloméré le village. Wasnon ,frère de saint Gobain et de saint Algis , se serait ensuite retiré à Condé-sur-Escaut où il est le saint patron .
Chätellenie relevant autrefois de la baronnie d'iron.

 Carte de Cassini 
La carte de Cassini ci-contre montre qu'au milieu du XVIIIè siècle, l'Échelle est une paroisse. Le village est situé sur le cours de la Rigole du Noirieux et un moulin à eau, symbolisé par une roue dentée, fonctionne en aval.
Les hameaux de Ohy (Dohis), Le Val, Rue du Charbon , Herpine (Rue Herpenne), ainsi que la ferme de l'Ecouffe, au sud, existent encore de nos jours.
Le village fut libéré le 6 novembre 1918 par deux régiments :
- le 19e bataillon de chasseurs à pied pour les hameaux et le centre du village ;
- le 3e bataillon du 171e régiment d'infanterie qui délivre le hameau de la rue Herpenne puis prolonge sur Buironfosse. C'est ce dernier régiment qui recevra les parlementaires allemands pour l'Armistice.

## Politique et administration

### Découpage territorial
La commune de Leschelle est membre de la communauté de communes de la Thiérache du Centre, un établissement public de coopération intercommunale (EPCI) à fiscalité propre créé le 31 décembre 1992 dont le siège est à La Capelle. Ce dernier est par ailleurs membre d'autres groupements intercommunaux.
Sur le plan administratif, elle est rattachée à l'arrondissement de Vervins, au département de l'Aisne et à la région Hauts-de-France. Sur le plan électoral, elle dépend du  canton de Guise pour l'élection des conseillers départementaux, depuis le redécoupage cantonal de 2014 entré en vigueur en 2015, et de la troisième circonscription de l'Aisne  pour les élections législatives, depuis le dernier découpage électoral de 2010.

### Administration municipale
| Période                                  | Période                       | Identité                     | Étiquette | Qualité                                                        |
| ---------------------------------------- | ----------------------------- | ---------------------------- | --------- | -------------------------------------------------------------- |
| avant 1875                               | après 1876                    | Grousselle                   |           |                                                                |
| Les données manquantes sont à compléter. |                               |                              |           |                                                                |
| 1965                                     | 1977                          | Henri Lefèvre                |           |                                                                |
| 1977                                     | mars 2001                     | Gérard de Caffareli du Falga | SE        | Président de la FNSEA                                          |
| mars 2001                                | mars 2008                     | Claudine Demay               |           |                                                                |
| mars 2008                                | juillet 2018                  | Claudine Mara                | DVG       | Retraitée de l'Éducation nationale (Décédée en cous de mandat) |
| octobre 2018                             | En cours (au 12 juillet 2020) | Alain Marquant               |           | Réélu pour le mandat 2020-2026                                 |

## Démographie
L'évolution du nombre d'habitants est connue à travers les recensements de la population effectués dans la commune depuis 1793. Pour les communes de moins de 10 000 habitants, une enquête de recensement portant sur toute la population est réalisée tous les cinq ans, les populations de référence des années intermédiaires étant quant à elles estimées par interpolation ou extrapolation. Pour la commune, le premier recensement exhaustif entrant dans le cadre du nouveau dispositif a été réalisé en 2004.

En 2022, la commune comptait 269 habitants, en évolution de −1,47 % par rapport à 2016 (Aisne : −1,97 %, France hors Mayotte : +2,11 %).
| 1793  | 1800  | 1806  | 1821  | 1831  | 1836  | 1841  | 1846  | 1851  |
| ----- | ----- | ----- | ----- | ----- | ----- | ----- | ----- | ----- |
| 1 100 | 1 115 | 1 118 | 1 282 | 1 308 | 1 224 | 1 183 | 1 173 | 1 161 |

| 1856  | 1861  | 1866  | 1872  | 1876 | 1881 | 1886 | 1891 | 1896 |
| ----- | ----- | ----- | ----- | ---- | ---- | ---- | ---- | ---- |
| 1 195 | 1 180 | 1 105 | 1 039 | 977  | 895  | 895  | 844  | 802  |

| 1901 | 1906 | 1911 | 1921 | 1926 | 1931 | 1936 | 1946 | 1954 |
| ---- | ---- | ---- | ---- | ---- | ---- | ---- | ---- | ---- |
| 714  | 706  | 643  | 586  | 565  | 571  | 500  | 442  | 445  |

| 1962 | 1968 | 1975 | 1982 | 1990 | 1999 | 2004 | 2006 | 2009 |
| ---- | ---- | ---- | ---- | ---- | ---- | ---- | ---- | ---- |
| 453  | 415  | 335  | 351  | 305  | 282  | 275  | 270  | 293  |

| 2014 | 2019 | 2022 | - | - | - | - | - | - |
| ---- | ---- | ---- | - | - | - | - | - | - |
| 279  | 269  | 269  | - | - | - | - | - | - |

## Lieux et monuments
- L'église Saint-Pierre de Leschelle qui présente, sur son côté nord, un motif décoratif en briques vitrifiées, comme les nombreuses églises fortifiées de la région.
- Le château, construit au XVIIIe siècle par la famille d'Hervilly, est resté dans sa descendance. Propriété privée, il fait l'objet d'un recensement à l'Inventaire général du patrimoine culturel[35],[36].

## Personnalités liées à la commune
- Étienne Joseph de La Fare, évêque-duc de Laon et membre de l'Académie française, mort au château de Leschelle en 1741.
- Augustin César d'Hervilly,  sacré évêque de Boulogne-sur-Mer en 1738 dans l'église de Leschelle.
- Louis Charles d'Hervilly, général royaliste, dernier seigneur de Leschelle.
- Gabriel Louis de Caulaincourt, militaire et homme politique, né à Leschelle en 1740.
- Marie François Auguste de Caffarelli du Falga, général des armées de la République et de l'Empire, mort à Leschelle en 1849.
- Gérard de Caffarelli, exploitant agricole et syndicaliste français, président de la Fédération nationale des syndicats d'exploitants agricoles (FNSEA) entre 1963 et 1971 et maire de la commune entre 1977 et 2011.
- Pierre Valdelièvre poete